# Ялин
Ялин (пол. Lalin) — давнє українське лемківське село у Закерзонні в Польщі, у гміні Сянік Сяноцького повіту Підкарпатського воєводства.
Населення — 342 особи (2011).

## Розташування
Знаходиться у гміні Сянік, Сяноцький повіт, Підкарпатське воєводство (південно-східна частина Польщі). Село розташоване приблизно за 13 км на північний захід від повітового центру — містечка Сянік і за 45 км на південь від воєводського центру — міста Ряшів. Через село протікає Стобниця — притока Віслоку. Село знаходиться на Лемківщині, де з обох сторін Карпат і кордону протягом століть до 1947 року проживала етнографічна група українських горян — лемків.

## Назва
Перший масив писемних документів наявний з кінця XIV — початку XV ст. Тоді були вже сусідні села Ялин, а пізніше одне звалось Руський Ялин на відміну від іншого — Ялин Німецький (Тевтонський). Відмінність у назві спричинювалась відмінністю у правовому статусі жителів, адже тоді села закріпачувалися за руським або німецьким (тевтонським) правом, а вже дещо пізніше поширилось також волоське право.

## Історія
На початку ХХ сторіччя й до початку Першої світової війни в селі діяло товариство Січ.
На 01.01.1939 у селі було 790 жителів (720 українців-грекокатоликів, 50 українців-римокатоликів, 10 поляків і 10 євреїв). Село належало до Сяніцького повіту Львівського воєводства.
Після виселення українського корінного населення в СРСР (вересень 1945 року, місто Калуш Станіславської області — 139 дворів, 750 осіб) та на приєднані німецькі землі (1947 р., Операція Вісла), у селі оселилися поляки.
Хоча згодом з німецьких земель була можливість повернутися на рідну землю, та для лемків було заборонено виявляти свою ідентичність, читати лемківську літературу, на практиці справляти лемківські традиції, носити з одягу що-небудь, що могло визначити їх як лемків. Для спійманого на цьому загрожувало покарання або навіть смерть.

## Сьогодення
На кінець 2010 року населення становило 350 осіб.
Збереглася парафіяльна церква святого Юра (належала до Сяніцького деканату Перемиської єпархії Української греко-католицької церкви, з 1934 р. — до того ж деканату Апостольської адміністрації Лемківщини.

## Демографія
Демографічна структура станом на 31 березня 2011 року:
|          | Загалом | Допрацездатний вік | Працездатний вік | Постпрацездатний вік |
| -------- | ------- | ------------------ | ---------------- | -------------------- |
| Чоловіки | 175     | 49                 | 117              | 9                    |
| Жінки    | 167     | 42                 | 101              | 24                   |
| Разом    | 342     | 91                 | 218              | 33                   |